# SFRS3
SFRS3‏ (Serine and arginine rich splicing factor 3) هوَ بروتين يُشَفر بواسطة جين SFRS3 في الإنسان.